# Diogmites bifasciatus
Diogmites bifasciatus är en tvåvingeart som beskrevs av Carrera 1949. Diogmites bifasciatus ingår i släktet Diogmites och familjen rovflugor. Inga underarter finns listade i Catalogue of Life.